# Carlos Diaz (metteur en scène)
 (mai 2024).
Si vous disposez d'ouvrages ou d'articles de référence ou si vous connaissez des sites web de qualité traitant du thème abordé ici, merci de compléter l'article en donnant les références utiles à sa vérifiabilité et en les liant à la section « Notes et références ».
Pour les articles homonymes, voir Carlos Diaz et Diaz.
Carlos Diaz est un metteur en scène et directeur de théâtre cubain né en 1957 à La Havane[réf. nécessaire]. 

## Biographie
Carlos Diaz étudie la dramaturgie et le théâtre à l’Institut supérieur des Arts de La Havane (ISA). Il commence sa carrière en tant que critique de théâtre et d'art puis devient metteur en scène et directeur de troupe.
En 1985, au théâtre Ensayo, il dirige la pièce La Putain respectueuse de Jean-Paul Sartre, l’un des premiers et des plus fervents supporters de la révolution cubaine. Dans l’esprit cubain, la production offre aussi du rhum au public et l'invite à danser une conga sur scène à la fin de la pièce. La pièce sera reprise en 2007.
En 1992, il fonde la compagnie de théâtre El Publico. La première production de Carlos Diaz appelée « Trilogie théâtrale nord-américaine » inclut deux pièces de l’écrivain américain Tennessee Williams (La Ménagerie de verre et Un tramway nommé Désir) et une du dramaturge américain Robert Anderson, Thé et Sympathie. Sa compagnie, qui s’est produite au théâtre Trianon sur Calle Linea, a donné 40 représentations ces 15 dernières années et est devenue depuis une institution à La Havane.  
Carlos Diaz travaille sur les thèmes de la sensualité, l’expressivité et l’esprit cubain à travers la pièce Fraise et Chocolat adaptée d’une nouvelle de l'écrivain cubain Senel Paz. Cette pièce sera ensuite adaptée au cinéma en 1994. Il traite également des sujets ayant un lien fort avec Cuba. 
Carlos Diaz met ensuite en scène El publico (« Le public ») de Federico García Lorca, qui traite de l’homosexualité. La première à La Havane en 1994 produit un scandale. Carlos Diaz choisit cependant de rejouer cette pièce controversée une seconde fois en 1996 puis une troisième fois en 1998.
Outre sa grande popularité à Cuba, El Publico rencontre aussi le succès durant ses voyages en Équateur (1994), en Espagne (1997), en Colombie (1998) et au Venezuela (2000) et à travers Cuba. 
Pendant la rénovation du théâtre El Publico, la troupe de Carlos Diaz se produit au théâtre Adolofo Llayrado sur Calle 11.